# Bregenz (district)
Het politieke district Bezirk Bregenz in de Oostenrijkse deelstaat Vorarlberg bestaat uit een aantal gemeenten en één zelfstandige stad.

## Onderverdeling
| Steden 1. Bregenz (28.787) Marktgemeinden 1. Bezau (1875) 2. Hard (12.397) 3. Lauterach (9183) 4. Wolfurt (7894) | Gemeinden 1. Alberschwende (3000) 2. Andelsbuch (2282) 3. Au (1683) 4. Bildstein (709) 5. Bizau (978) 6. Buch (568) 7. Damüls (340) 8. Doren (1013) 9. Egg (3375) 10. Eichenberg (387) 11. Fußach (3557) 12. Gaißau (1541) 13. Hittisau (1809) 14. Höchst (7388) 15. Hohenweiler (1303) 16. Hörbranz (6275) 17. Kennelbach (1956) 18. Krumbach (960) 19. Langen (1331) 20. Langenegg (1027) 21. Lingenau (1348) 22. Lochau (5369) 23. Mellau (1268) 24. Mittelberg (4947) 25. Möggers (549) 26. Reuthe (595) 27. Riefensberg (1000) 28. Schnepfau (480) 29. Schoppernau (904) 30. Schröcken (228) 31. Schwarzach (3400) 32. Schwarzenberg (1747) 33. Sibratsgfäll (423) 34. Sulzberg (1709) 35. Warth (188) |